# Roland Metzinger
 (juin 2022).
Si vous disposez d'ouvrages ou d'articles de référence ou si vous connaissez des sites web de qualité traitant du thème abordé ici, merci de compléter l'article en donnant les références utiles à sa vérifiabilité et en les liant à la section « Notes et références ».
Pour les articles homonymes, voir Metzinger.
Roland Metzinger, né le 14 janvier 1940 à Montmorillon (Vienne), est un homme politique français.

## Détail des fonctions et des mandats
Mandat parlementaire
- 1er juin 1997 - 18 juin 2002 : Député de la 6e circonscription de la Moselle